# Pyrinia catharina
Pyrinia catharina är en fjärilsart som beskrevs av Paul Dognin 1924. Pyrinia catharina ingår i släktet Pyrinia och familjen mätare. Inga underarter finns listade.